# Moto in un campo centrale
In meccanica quantistica, il moto in un campo centrale è tipico di due particelle interagenti sottoposte ad un potenziale dipendente dalla mutua distanza di entrambe. Il problema può essere ridotto ad un problema di singola particella come avviene nel caso classico.

## Problema dei due corpi
Prendiamo due particelle di massa {\displaystyle m_{1}} ed {\displaystyle m_{2}} che interagiscono mediante un potenziale {\displaystyle V(r)} dove r è la distanza relativa delle due particelle. L'operatore hamiltoniano è:
{\displaystyle H={\frac {{\vec {p}}_{1}^{2}}{2m_{1}}}+{\frac {{\vec {p}}_{2}^{2}}{2m_{2}}}+V(|{\vec {r}}_{1}-{\vec {r}}_{2}|)}
Introduciamo le nuove variabili:
{\displaystyle {\vec {R}}={\frac {m_{1}{\vec {r}}_{1}+m_{2}{\vec {r}}_{2}}{m_{1}+m_{2}}}}
{\displaystyle {\vec {r}}={\vec {r}}_{1}-{\vec {r}}_{2}}
dove {\displaystyle {\vec {R}}} è il vettore posizione del centro di massa delle due particelle e {\displaystyle {\vec {r}}} è la distanza mutua delle due particelle. Con l'introduzione di queste due variabili, dobbiamo trasformare gli operatori impulso e quindi il laplaciano dell'energia cinetica. Riportiamo le trasformazioni:
{\displaystyle {\frac {\partial }{\partial r_{1}}}={\frac {m_{1}}{m_{1}+m_{2}}}{\frac {\partial }{\partial R}}+{\frac {\partial }{\partial r}}}
{\displaystyle {\frac {\partial }{\partial r_{2}}}={\frac {m_{2}}{m_{1}+m_{2}}}{\frac {\partial }{\partial R}}-{\frac {\partial }{\partial r}}}
I gradienti (proporzionali agli impulsi) diventano:
{\displaystyle {\vec {\nabla }}_{1}={\frac {m_{1}}{m_{1}+m_{2}}}{\vec {\nabla }}_{R}+{\vec {\nabla }}_{r}}
e
{\displaystyle {\vec {\nabla }}_{2}={\frac {m_{2}}{m_{1}+m_{2}}}{\vec {\nabla }}_{R}-{\vec {\nabla }}_{r}}
Prendendo i quadrati dei gradienti si ottengono i laplaciani:
{\displaystyle \nabla _{1}^{2}={\frac {m_{1}^{2}}{(m_{1}+m_{2})^{2}}}\nabla _{R}^{2}+\nabla _{r}^{2}+{\frac {2m_{1}}{m_{1}+m_{2}}}{\vec {\nabla }}_{R}\cdot {\vec {\nabla }}_{r}}
{\displaystyle \nabla _{2}^{2}={\frac {m_{2}^{2}}{(m_{1}+m_{2})^{2}}}\nabla _{R}^{2}+\nabla _{r}^{2}-{\frac {2m_{2}}{m_{1}+m_{2}}}{\vec {\nabla }}_{R}\cdot {\vec {\nabla }}_{r}}
quindi l'hamiltoniano si trasforma:
{\displaystyle H={\frac {{\vec {P}}^{2}}{2M}}+{\frac {{\vec {p}}^{2}}{2\mu }}+V(r)}
dove
{\displaystyle {\vec {P}}=-i\hbar {\vec {\nabla }}_{R}}
e
{\displaystyle {\vec {p}}=-i\hbar {\vec {\nabla }}_{r}}
e dove si è introdotta la massa totale e la massa ridotta, rispettivamente:
{\displaystyle M=m_{1}+m_{2}\ }
{\displaystyle \mu ={\frac {m_{1}m_{2}}{m_{1}+m_{2}}}}
Secondo la teoria della meccanica quantistica, l'equazione di Schrödinger dipendente dal tempo:
{\displaystyle H\Psi ({\vec {r}},t)=i\hbar {\frac {\partial \Psi ({\vec {r}},t)}{\partial t}}}
ammette soluzioni del tipo:
{\displaystyle \Psi ({\vec {r}},t)=\psi ({\vec {r}})\cdot e^{-iEt/\hbar }}
con {\displaystyle e^{-iEt/\hbar }} soluzione legata all'evoluzione temporale della funzione d'onda e {\displaystyle \psi ({\vec {r}})} funzione d'onda per l'equazione di Schrödinger indipendente dal tempo:
{\displaystyle H\psi ({\vec {r}})=E\psi ({\vec {r}})}
Ora trasformato l'hamiltoniano vediamo che il problema può essere scomposto in due parti indipendenti, la prima parte è legata alla soluzione dell'equazione di Schrödinger per il moto del centro di massa del sistema delle due particelle, l'altra parte al moto della particella {\displaystyle \mu } che si muove in un campo centrale rispetto al centro di massa. Possiamo esprimere la funzione d'onda totale come:
{\displaystyle \psi ({\vec {r}}_{1},{\vec {r}}_{2})=\psi _{R}({\vec {R}})\cdot \psi _{r}({\vec {r}})}

## Soluzione dell'equazione del centro di massa
Dividendo l'hamiltoniano in due parti per l'equazione per il centro di massa si ricava dalla relativa equazione di Schrödinger:
{\displaystyle H_{\vec {R}}\psi _{R}({\vec {R}})=E_{\vec {R}}\psi _{R}({\vec {R}})}
dove {\displaystyle H_{\vec {R}}=-{\frac {\hbar ^{2}}{2M}}\nabla _{\vec {R}}^{2}}. La soluzione generale di questa equazione è quella di particella libera:
{\displaystyle \psi _{R}({\vec {R}})=Ae^{i{\vec {k}}{\vec {R}}}+Be^{-i{\vec {k}}{\vec {R}}}}
cioè soluzione di onda piana con energia:
{\displaystyle E_{\vec {R}}={\frac {\hbar ^{2}k^{2}}{2M}}}
e {\displaystyle k} è il vettore d'onda: il centro di massa si muove come una particella libera, poiché non è sottoposta ad alcun potenziale.

## Soluzione dell'equazione radiale per la particellaμ{\displaystyle \mu }sottoposta a campo centrale
L'equazione di Schrödinger per la particella singola cioè per la massa ridotta diventa:
{\displaystyle \left(-{\frac {\hbar ^{2}}{2\mu }}\nabla ^{2}+V(r)\right)\psi _{r}(r)=E\psi _{r}(r)}
dove {\displaystyle E} rappresenta l'energia al netto di quella del centro di massa, cioè rappresenta l'energia interna del sistema. Poiché il potenziale {\displaystyle V} è sferico, possiamo utilizzare le coordinate sferiche, il nuovo operatore hamiltoniano diventa:
{\displaystyle H=-{\frac {\hbar ^{2}}{2\mu }}\left[{\frac {1}{r^{2}}}{\frac {\partial }{\partial r}}\left(r^{2}{\frac {\partial }{\partial r}}\right)+{\frac {1}{r^{2}\sin \theta }}{\frac {\partial }{\partial \theta }}\left(\sin \theta {\frac {\partial }{\partial \theta }}\right)+{\frac {1}{r^{2}\sin ^{2}\theta }}{\frac {\partial ^{2}}{\partial \varphi ^{2}}}\right]+V(r)}
Questa equazione può essere facilmente trattata se si riconsidera l'operatore momento angolare in coordinate sferiche:
{\displaystyle {\mathcal {L}}=-\hbar ^{2}\left[{\frac {1}{\sin \theta }}{\frac {\partial }{\partial \theta }}\left(\sin \theta {\frac {\partial }{\partial \theta }}\right)+{\frac {1}{\sin ^{2}\theta }}{\frac {\partial ^{2}}{\partial \varphi ^{2}}}\right]}
Così possiamo riscrivere l'equazione di Schrödinger per la particella singola come:
{\displaystyle \left(-{\frac {\hbar ^{2}}{2\mu }}\left[{\frac {1}{r^{2}}}{\frac {\partial }{\partial r}}\left(r^{2}{\frac {\partial }{\partial r}}\right)-{\frac {\mathcal {L}}{\hbar ^{2}r^{2}}}\right]+V(r)\right)\psi _{r}(r,\theta ,\varphi )=E\psi _{r}(r,\theta ,\varphi )}
La soluzione di questa equazione può essere ulteriormente fattorizzata in:
{\displaystyle \psi _{r}(r,\theta ,\varphi )=f(r)\cdot f(\theta )\cdot f(\varphi )}
infatti da una parte è ben nota la soluzione della parte angolare dalla fisica matematica in termini di armoniche sferiche:
{\displaystyle Y_{lm}(\theta ,\varphi )=\Theta _{lm}(\theta )\cdot \Phi (\varphi )}
come è noto le armoniche sferiche sono autofunzioni simultanee del operatore momento angolare {\displaystyle {\mathcal {L}}} e della sua proiezione lungo l'asse z: {\displaystyle {\mathcal {L}}_{z}}; i pedici {\displaystyle l} ed {\displaystyle m} sono invece i numeri quantici angolare e magnetico.
La soluzione completa per la particella {\displaystyle \mu } che orbita intorno al centro di massa (il pedice {\displaystyle r} indica la sua funzione d'onda) è allora:
{\displaystyle \psi _{r}(r,\theta ,\varphi )=R_{E,l}(r)\cdot Y_{lm}(\theta ,\varphi )}
Non ci resta che trovare la restante soluzione della parte radiale dell'equazione. Infatti scrivendo l'equazione di Schrödinger radiale:
{\displaystyle \left(-{\frac {1}{2\mu }}\left[{\frac {\hbar ^{2}}{r^{2}}}{\frac {d}{dr}}\left(r^{2}{\frac {d}{dr}}\right)-{\frac {l(l+1)\hbar ^{2}}{r^{2}}}\right]+V(r)\right)R_{E,l}(r)=E\cdot R_{E,l}(r)}
dove {\displaystyle l(l+1)\hbar ^{2}} sono gli autovalori del operatore momento angolare {\displaystyle {\mathcal {L}}}, si vede che {\displaystyle R_{E,l}} dipende anche da {\displaystyle l} ma non da {\displaystyle m}, infatti non compare l'operatore {\displaystyle {\mathcal {L}}_{z}}.
Riscriviamo l'equazione radiale:
{\displaystyle \left[-{\frac {\hbar ^{2}}{2\mu }}{\frac {1}{r^{2}}}{\frac {d}{dr}}r^{2}{\frac {d}{dr}}+V_{eff}\right]R_{E,l}(r)=E\cdot R_{E,l}(r)}
dove con
{\displaystyle V_{eff}={\frac {l(l+1)\hbar ^{2}}{2\mu r^{2}}}+V(r)}
abbiamo indicato il potenziale efficace detto energia potenziale centrifuga (è repulsiva), così si vede che l'equazione radiale è quella unidimensionale della particella (ricordiamo che la particella in questione è la massa ridotta) che si muove in un potenziale efficace. Riscriviamo esplicitamente l'equazione radiale come:
{\displaystyle -{\frac {\hbar ^{2}}{2\mu }}\left[{\frac {1}{r}}{\frac {d}{dr}}\left(r{\frac {d}{dr}}\right)+{\frac {1}{r}}{\frac {d}{dr}}-{\frac {l(l+1)}{r^{2}}}\right]R_{E,l}+\left(V(r)-E\right)R_{E,l}(r)=0}
Effettuiamo la sostituzione:
{\displaystyle R_{E,l}(r)={\frac {\chi (r)}{r}}}
allora:
{\displaystyle {\frac {1}{r}}{\frac {dR_{E,l}}{dr}}={\frac {1}{r}}\left({\frac {1}{r}}{\frac {d\chi }{dr}}-{\frac {\chi }{r^{2}}}\right)={\frac {1}{r^{2}}}\left({\frac {d\chi }{dr}}-{\frac {\chi }{r}}\right)}
{\displaystyle {\frac {1}{r}}{\frac {d}{dr}}\left(r{\frac {dR_{E_{l}}}{dr}}\right)={\frac {1}{r}}{\frac {d}{dr}}\left({\frac {d\chi }{dr}}-{\frac {\chi }{r}}\right)={\frac {1}{r}}{\frac {d^{2}\chi }{dr^{2}}}-{\frac {1}{r^{2}}}{\frac {d\chi }{dr}}+{\frac {1}{r^{3}}}\chi ={\frac {1}{r}}\left({\frac {d^{2}\chi }{dr^{2}}}-{\frac {1}{r}}{\frac {d\chi }{dr}}+{\frac {\chi }{r^{2}}}\right)}
L'equazione di Schrödinger per la {\displaystyle \chi } diventa
{\displaystyle -{\frac {\hbar ^{2}}{2\mu }}{\frac {d^{2}\chi }{dr^{2}}}+\left[{\frac {\hbar ^{2}l(l+1)}{2\mu r^{2}}}+V(r)-E\right]\chi =0}
Come si vede da questa equazione essa non contiene {\displaystyle m}, infatti essa è degenere rispetto a {\displaystyle {\mathcal {L}}_{z}} poiché in un campo a simmetria centrale tutte le direzioni sono uguali. La funzione radiale contiene l'energia e il numero quantico {\displaystyle l}, mentre la parte angolare data dalle armoniche sferiche contiene {\displaystyle l} ed {\displaystyle m}, quindi il moto è completamente definito dai tre numeri {\displaystyle n,l,m}, che permettono di calcolare l'energia, il momento angolare orbitale e la sua componente rispetto ad una qualsiasi asse, le quali sono tre operatori che formano un insieme completo di grandezze fisiche per il moto in un campo a simmetria centrale.
La soluzione radiale può essere data fornendo esplicitamente la forma del potenziale {\displaystyle V(r)} con la condizione che il potenziale non sia singolare nell'origine:
{\displaystyle \lim _{r\to 0}r^{2}V(r)=0}.
Possiamo però vedere il comportamento asintotico della funzione {\displaystyle \chi }. Per {\displaystyle r\to 0} la funzione deve essere non singolare quindi la condizione sopra deve continuare a valere:
{\displaystyle \chi (0)=0}
e l'equazione per {\displaystyle \chi } diventa:
{\displaystyle {\frac {d^{2}\chi }{dr^{2}}}-{\frac {l(l+1)}{r^{2}}}\chi \simeq 0}
la cui soluzione si può trovare per:
{\displaystyle \chi (r)\sim r^{s}}
che sostituita nella precedente ci fornisce l'equazione:
{\displaystyle s(s-1)-l(l+1)=0}
cioè una soluzione {\displaystyle s=-l} da cui {\displaystyle r^{-l}} che è irregolare nell'origine, e una soluzione regolare {\displaystyle s=(l+1)} da cui {\displaystyle r^{l+1}} che soddisfa la condizione di regolarità {\displaystyle \chi (0)=0}.
Per {\displaystyle r\to \infty } l'equazione per {\displaystyle \chi } diventa:
{\displaystyle {\frac {d^{2}\chi }{dr^{2}}}+{\frac {2\mu E}{\hbar ^{2}}}\chi \simeq 0}
e utilizzando la condizione di normalizzazione della funzione d'onda:
{\displaystyle \int _{0}^{\infty }dr\,r^{2}|R_{E,l}|^{2}=1\,\,\,\Rightarrow \,\,\int _{0}^{\infty }dr\,|\chi (r)|^{2}=1}
si evince che la funzione d'onda deve in ogni caso tendere a zero per {\displaystyle r\to \infty }. Per gli stati legati cioè per {\displaystyle E<0} si ha:
{\displaystyle {\frac {2\mu E}{\hbar ^{2}}}=-k^{2}}
e il comportamento asintotico è:
{\displaystyle \chi (r\to \infty )\sim e^{-kr}}
In generale possiamo solo anticipare che la soluzione dell'equazione radiale è proporzionale ai polinomi di Laguerre:
{\displaystyle R_{E,l}(r)=R_{nl}(r)\propto N_{n,l}L_{n+l}^{2l+1}(\cdot )}
dove {\displaystyle n} è il numero quantico principale, {\displaystyle L_{n+l}^{2l+1}(\cdot )} sono i polinomi di Laguerre ed {\displaystyle N_{nl}} è una costante di normalizzazione. Un tipico esempio è quello del campo coulombiano che caratterizza l'atomo di Idrogeno e la particella libera tridimensionale.

## Ulteriori considerazioni
Come si vede gli autovalori dell'energia dipendono solo dal numero quantico principale {\displaystyle n}, perciò l'energia è degenere rispetto ad {\displaystyle l} ed a {\displaystyle m}: per ogni {\displaystyle n=1,2,\dots ,\infty }, l'autovalore del momento angolare orbitale può prendere i valori {\displaystyle l=0,1,\dots ,n-1} e, per ogni valore di {\displaystyle l}, l'autovalore della proiezione del momento angolare può prendere i valori {\displaystyle m=-l,-l+1,\dots ,+l}. La degenerazione totale è il prodotto della degenerazione in {\displaystyle l} cioè esso può prendere n diversi valori più la degenerazione in {\displaystyle m} che a sua volta può prendere n valori, per cui degenerazione totale {\displaystyle n^{2}}. In accordo con l'interpretazione probabilistica della meccanica quantistica,
{\displaystyle \int dr\,|\psi _{r}(r)|^{2}}
rappresenta la probabilità che la particella {\displaystyle \mu } in orbita intorno al centro di massa del sistema si trovi in qualche punto nello spazio. La probabilità totale della funzione d'onda è:
{\displaystyle \int d{\vec {r}}\,|\Psi ({\vec {r}})|^{2}}